# Niamey
Niamey är huvudstad i Niger och landets största stad. Den är hamnstad vid floden Niger, och har enligt 2002 års folkräkning 674 950 invånare på en yta av 255 km². 90 procent av invånarna är muslimer.
Staden är landets administrativa centrum, och även ett viktigt handelscentrum i ett jordbruksdistrikt. Dess huvudsakliga industri är inom textil, livsmedel, möbeltillverkning och garveri. Staden hyser även ett universitet (grundat 1971) och flera forskningsinstitut samt en internationell flygplats.
I Niamey finns en stor marknad, Nigers nationalmuseum och landets största moské.

## Historia
Niamey grundades troligen på 1700-talet men blev en viktig plats först på 1890-talet då Frankrike grundade en kolonipostering på platsen. Posteringen växte snabbt ut till ett viktigt centrum som 1926 blev huvudstad i den dåvarande kolonin franska Niger. Stadens befolkning växte sedan mycket snabbt, från cirka 3 000 (1930) och 30 000 (1960) till 250 000 (1980) och dagens närmare 800 000. Den största anledningen till ökningen har varit immigration till staden när det varit torka.

## Idrott
Niamey var år 2005 värd för de femte Jeux de la Francophonie, en idrottstävling mellan franskspråkiga länder.